# Chelodesmus marxii
Chelodesmus marxii är en mångfotingart som beskrevs av Cook 1895. Chelodesmus marxii ingår i släktet Chelodesmus och familjen Chelodesmidae. Inga underarter finns listade i Catalogue of Life.